# Seznam slovenskih romanov leta 2010
Seznam slovenskih romanov, ki so prvič izšli leta 2010.
| Avtor                    | Naslov                                                                                              |
| Branko Adam              | Začetek                                                                                             |
| Daniel Artiček           | Šifra D. N. 20-20: futuristični roman                                                               |
| Romana Berni             | Poredni dekleti                                                                                     |
| Alenka Bevčič            | Jutro na obzorju                                                                                    |
| Bojan Bizjak             | Koraki v megli                                                                                      |
| Mateja Blažič            | Obzidano mesto: prvi del trilogije Varuhi skrivnosti                                                |
| Miha Brejc               | Igralec ragbija                                                                                     |
| Alejandro Briner         | Skrivnost strica Janeza                                                                             |
| Helena Cestnik           | Klepet s seboj: resnična pravljica iz blodnjave                                                     |
| Helena Cestnik           | Pletiljina pesem                                                                                    |
| Dušan Čater              | Džehenem                                                                                            |
| Berta Čobal-Javornik     | Trnjakova domačija                                                                                  |
| Avgust Demšar            | Evropa                                                                                              |
| Franc Deržič             | Med dvema svetovoma                                                                                 |
| Lev Detela               | Propad: utopično-satirični roman                                                                    |
| Slavko Dokl              | Uskoška princesa: četrti del                                                                        |
| Nataša Eberlinc          | Jasper                                                                                              |
| Eros                     | Psi                                                                                                 |
| Lin Fabiani              | Ona in Leon                                                                                         |
| Evald Flisar             | Na zlati obali                                                                                      |
| Sašo Fluher              | Deklica z vprašajem                                                                                 |
| Tone Frelih              | Usodna laž                                                                                          |
| Tanja Frumen             | Beli umor                                                                                           |
| Tanja Frumen             | Kdaj angeli vzkliknejo kri                                                                          |
| Tanja Frumen             | Njuno sladko maščevanje                                                                             |
| Tanja Frumen             | Razkritje temnih senc                                                                               |
| Tanja Frumen             | Rdeča strast                                                                                        |
| Tanja Frumen             | Skrivnostni zapleti                                                                                 |
| Tanja Frumen             | Šefova ljubica                                                                                      |
| Viktorija Zmaga Glogovec | V viharju izgnanstva                                                                                |
| Goran Gluvić             | Kočevje ekspres                                                                                     |
| Jana Hartman Krajnc      | Poročni prstan na desni roki, 1: Sesuto upanje                                                      |
| Jana Hartman Krajnc      | Poročni prstan na desni roki, 2: Mozaik življenja                                                   |
| Darja Hočevar            | Noč in megla: ljubezenska kriminalka                                                                |
| Darja Hočevar            | Ranjeno srce: ljubezenski roman                                                                     |
| Zoran Hočevar            | Ernijeva kuhna                                                                                      |
| Miran Horvat             | Sanje duše                                                                                          |
| Drago Jančar             | To noč sem jo videl                                                                                 |
| Tomaž Janežič            | Smisel in revolt                                                                                    |
| Dušan Jelinčič           | Bela dama devinska                                                                                  |
| Milan Jezernik           | Ogrlica: roman                                                                                      |
| Zdravko Kaltnekar        | Obravnava                                                                                           |
| Štefan Kardoš            | Pobočje sončnega griča                                                                              |
| Aksinja Kermauner        | Axis mundi = Os sveta: fantastični roman za mladino in odrasle                                      |
| Aleksandra Kocmut        | Jedci rži                                                                                           |
| Zdenko Kodrič            | Agent iz Žužemberka                                                                                 |
| Anton Komar              | Splavarjevi sinovi                                                                                  |
| Sonja Koranter           | Boginja rdeče lune                                                                                  |
| Nani Kušar               | Njen greh: povest                                                                                   |
| Feri Lainšček            | Sprehajališča za vračanje: roman v verzih                                                           |
| Vesna Lemaić             | Odlagališče                                                                                         |
| Miha Mazzini             | Nemška loterija                                                                                     |
| Tanja Mencin             | Samorastniški blues                                                                                 |
| Tanja Mencin             | Skrajna meja                                                                                        |
| Dušan Merc               | Ne dotikaj se me: roman o ljubezni                                                                  |
| Neira Mikič              | Nedosegljive sanje: v sistemu rejništva in ustanov                                                  |
| Neira Mikič              | Nedosegljive sanje: v sistemu rejništva in ustanov                                                  |
| Petra Mlakar             | Bleščice                                                                                            |
| Tanja Mlakar             | Neslišno hrepenenje                                                                                 |
| Rudi Mlinar              | Šepetanje lip: roman o Francu Ksaverju Mešku                                                        |
| Francek Mukič            | Strgane korenine                                                                                    |
| Francek Mukič            | Vtrgnjene korenjé                                                                                   |
| Marija Oprešnik          | Zmotno prepričanje: roman                                                                           |
| Vinko Ošlak              | Krst na Auvi: zgodovinski roman                                                                     |
| Majda Pajer              | Magdalence                                                                                          |
| Tone Partljič            | Hvala vam, bogovi, za te blodnje: ljudje, kraji, dogodki v mojem življenju                          |
| Marko Pavkovič           | Vaški posebneži iz Igralnice Otočec                                                                 |
| Bojan Pavletič           | Zvoki barv: roman                                                                                   |
| Viktorija Pecelj         | Peč                                                                                                 |
| Pavel Pečar              | Prelomni čas: roman                                                                                 |
| Vid Pečjak               | Kataklizma: Selenino maščevanje                                                                     |
| Franc Pediček            | Razklani čas                                                                                        |
| Veso Pirnat              | Izbrisanci                                                                                          |
| Marijan Podgornik        | Črni studenec                                                                                       |
| Matjaž Podlogar          | Kosmati predsednik                                                                                  |
| Vasilij Polilč           | Krvava Katana: moja XVII.                                                                           |
| Matej Pollick            | Origami tvojega srca: roman                                                                         |
| Damir Popović            | Slikarja                                                                                            |
| Andrej Predin            | Učiteljice                                                                                          |
| Sebastijan Pregelj       | Mož, ki je jahal tigra                                                                              |
| Barbara Raue             | December Moon: ljubezensko-erotični roman                                                           |
| Alojz Rebula             | Skrivnost kostanjevega gozda                                                                        |
| Peter Rezman             | Pristanek na kukavičje jajce: v treh slikah                                                         |
| Savina A. Ritter         | Zamenjam razsvetljenje za hiter vibrator: praktično potovanje vase - napisano po preresnični zgodbi |
| Zvonko Robar             | Ne stopi čez prag!: roman                                                                           |
| Inja Roi                 | Ah, moški!: strogo zaupno, samo za ženske!: abc spravljanja ob pamet                                |
| Roman Rozina             | Galerija na izviru Sončne ulice                                                                     |
| Marjanca Scheicher       | Kešpička: roman o slovenski estradi                                                                 |
| Lojze Selič              | Zakleta rodovina                                                                                    |
| Ivan Sivec               | Saga o Karantaniji. Del 1, Kralj Samo                                                               |
| Ivan Sivec               | Saga o Karantaniji. Del 2, Cesar Arnulf                                                             |
| Ivan Sivec               | Saga o Karantaniji. Del 3, Kneginja Ema                                                             |
| Ivan Sivec               | Škorpijonov pik: pripoved o posvojitvi na daljavo                                                   |
| Ivan Sivec               | Godec v nebesih: vstajenje in zveličanje muzikanta Franca Kranjca                                   |
| Valerija Skrinjar-Tvrz   | Zmajeva kri, 3: Razhajanja                                                                          |
| Breda Smolnikar          | Veliki slovenski tekst                                                                              |
| Nataša Sukič             | Molji živijo v prahu: roman                                                                         |
| Vladimir P. Štefanec     | Odličen dan za atentat                                                                              |
| Ferenc Toplak            | A kecske volt a fontosabb: egy kiskatona története: (az I. világháborúban)                          |
| Milica Trebše-Štolfa     | Njene štiri ljubezni: portret Francke Seljak                                                        |
| Evelina Umek             | Zlata poroka ali Tržaški blues                                                                      |
| David Vasiljevič         | Srce v skali: roman                                                                                 |
| Boris Višnovec           | Polet vesoljske ladje Primus                                                                        |
| Marko Vitas              | Vetrovi stepe                                                                                       |
| Marija Vogrič            | Dediči brez dediščine: roman                                                                        |
| Silvester Vogrinec       | Gladiator                                                                                           |
| Iztok Vrhovec            | Prelita kri                                                                                         |
| Tina Vrščaj              | Zataknjena v pomladi                                                                                |
| Saša Vuga                | Britev (ali Kako ubiti narodnega izdajalca)                                                         |
| Andreja Zelinka          | Pred ograjo                                                                                         |
| Vlado Žabot              | Ljudstvo lunja: roman                                                                               |